# Grand Prix Velké Británie 2000
Grand Prix Velké Británie LIII Foster's British Grand Prix
- 23. duben 2000
- Okruh Silverstone
- 60 kol x 5,141 km = 308,460 km
- 650. Grand Prix
- 7. vítězství Davida Coultharda
- 124. vítězství pro McLaren

## Výsledky
| Pozice | Jezdec                | Vůz             | Čas         |
| ------ | --------------------- | --------------- | ----------- |
| 1      | David Coulthard       | McLaren MP4/15  | 1:28'50.108 |
| 2      | Mika Häkkinen         | McLaren MP4/15  | á 0:01:477  |
| 3      | Michael Schumacher    | Ferrari F1-2000 | á 0:19:917  |
| 4      | Ralf Schumacher       | Williams FW22   | á 0:41:312  |
| 5      | Jenson Button         | Williams FW22   | á 0:57:759  |
| 6      | Jarno Trulli          | Jordan EJ10     | á 1:19:273  |
| 7      | Giancarlo Fisichella  | Benetton B200   | á 1 kolo    |
| 8      | Mika Salo             | Sauber C19      | á 1 kolo    |
| 9      | Alexander Wurz        | Benetton B200   | á 1 kolo    |
| 10     | Jean Alesi            | Prost AP03      | á 1 kolo    |
| 11     | Pedro Diniz           | Sauber C19      | á 1 kolo    |
| 12     | Johnny Herbert        | Jaguar R1       | á 1 kolo    |
| 13     | Eddie Irvine          | Jaguar R1       | á 1 kolo    |
| 14     | Marc Gene             | Minardi M02     | á 1 kolo    |
| 15     | Gaston Mazzacane      | Minardi M02     | á 1 kolo    |
| 16     | Jacques Villeneuve    | BAR 002         | á 4 kola    |
| 17     | Heinz-Harald Frentzen | Jordan EJ10     | á 6 kol     |
| Kolo   | Odstoupili            | -               | -           |
| 51     | Nick Heidfeld         | Prost AP03      | Motor       |
| 36     | Ricardo Zonta         | BAR 002         | Vyjetí      |
| 35     | Rubens Barrichello    | Ferrari F1-2000 | Hydraulika  |
| 26     | Pedro de la Rosa      | Arrows A21      | Elektrika   |
| 20     | Jos Verstappen        | Arrows A21      | Elektrika   |

### Nejrychlejší kolo
- Mika HAKKINEN McLaren Mercedes 	1'26,217 – 214.621 km/h

### Vedení v závodě
- 1-30 kolo Rubens Barrichello
- 31-32 kolo David Coulthard
- 33-35 kolo Rubens Barrichello
- 36-38 kolo Michael Schumacher
- 39-41 kolo Heinz-Harald Frentzen
- 41-60 kolo David Coulthard

### Postavení na startu
| 1. řada  | 1                  | 2                     |
|          | Rubens Barrichello | Heinz-Harald Frentzen |
|          | Ferrari            | Jordan                |
|          | 1'25.703           | 1'25.706              |
| 2. řada  | 3                  | 4                     |
|          | Mika Häkkinen      | David Coulthard       |
|          | McLaren            | McLaren               |
|          | 1'25.741           | 1'26.088              |
| 3. řada  | 5                  | 6                     |
|          | Michael Schumacher | Jenson Button         |
|          | Ferrari            | Williams              |
|          | 1'26.161           | 1'26.733              |
| 4. řada  | 7                  | 8                     |
|          | Ralf Schumacher    | Jos Verstappen        |
|          | Williams           | Arrows                |
|          | 1'26.786           | 1'26.793              |
| 5. řada  | 9                  | 10                    |
|          | Eddie Irvine       | Jacques Villeneuve    |
|          | Jaguar             | BAR                   |
|          | 1'26.818           | 1'27.025              |
| 6. řada  | 11                 | 12                    |
|          | Jarno Trulli       | Giancarlo Fisichella  |
|          | Jordan             | Benetton              |
|          | 1'27.164           | 1'27.253              |
| 7. řada  | 13                 | 14                    |
|          | Pedro Diniz        | Johnny Herbert        |
|          | Sauber             | Jaguar                |
|          | 1'27.301           | 1'27.461              |
| 8. řada  | 15                 | 16                    |
|          | Jean Alesi         | Ricardo Zonta         |
|          | Prost              | BAR                   |
|          | 1'27.559           | 1'27.772              |
| 9. řada  | 17                 | 18                    |
|          | Nick Heidfeld      | Mika Salo             |
|          | Prost              | Sauber                |
|          | 1'27.806           | 1'28.110              |
| 10. řada | 19                 | 20                    |
|          | Pedro de la Rosa   | Alexander Wurz        |
|          | Arrows             | Benetton              |
|          | 1'28.135           | 1'28.205              |
| 11. řada | 21                 | 22                    |
|          | Marc Gené          | Gaston Mazzacane      |
|          | Minardi            | Minardi               |
|          | 1'28.253           | 1'29.174              |
| -------- | ------------------ | --------------------- |

- 107 % = 1'31,702

### Zajímavosti
- 50 výročí vzniku Formule 1 první závod v rámci mistrovství světa Grand Prix Velké Británie 1950 se konal 13. květen 1950
- První pole pro Ferrari v roce 2000 a první vítězství pro McLaren v roce 2000.
- 35 double pro McLaren
- 25 pole pro vůz se startovním číslem 4
- 50 GP pro Jarna Trulliho
- 20 GP pro Marca Geneho a Pedra de la Rosu

| Pole position      | Vítězství          | Nej. kolo      |
| Brazílie           | Spojené království | Finsko         |
| Rubens Barrichello | David Coulthard    | Mika Häkkinen  |
| Ferrari F1-2000    | McLaren MP4/15     | McLaren MP4/15 |
| 1'25.703           | 1:28'50.108        | 1'26,217       |
| 215.950 km/h       | 208.336 km/h       | 214.663 km/h   |
| ------------------ | ------------------ | -------------- |

### Stav MS
- Zelená – vzestup
- Červená – pokles

| *  | Jezdec                | Body |
| -- | --------------------- | ---- |
| 1  | Michael Schumacher    | 34   |
| 2  | David Coulthard       | 14   |
| 3  | Mika Häkkinen         | 12   |
| 4  | Rubens Barrichello    | 9    |
| 5  | Ralf Schumacher       | 9    |
| 6  | Giancarlo Fisichella  | 8    |
| 7  | Jacques Villeneuve    | 5    |
| 8  | Heinz-Harald Frentzen | 4    |
| 9  | Jarno Trulli          | 4    |
| 10 | Jenson Button         | 3    |
| 11 | Ricardo Zonta         | 1    |
| 12 | Mika Salo             | 1    |

| * | Vůz      | Body |
| - | -------- | ---- |
| 1 | Ferrari  | 43   |
| 2 | McLaren  | 26   |
| 3 | Williams | 12   |
| 4 | Benetton | 8    |
| 5 | Jordan   | 8    |
| 6 | BAR      | 6    |
| 7 | Sauber   | 1    |

| * | Jezdec         | Body |
| - | -------------- | ---- |
| 1 | Německo        | 47   |
| 2 | Velká Británie | 17   |
| 3 | Finsko         | 13   |
| 4 | Itálie         | 12   |
| 5 | Brazílie       | 10   |
| 6 | Kanada         | 5    |